# Gekko lauhachindai
Gekko lauhachindai es una especie de gecos de la familia Gekkonidae.

## Distribución geográfica
Es endémica de unas cuevas del centro de Tailandia.